# Ibri
Ibri (arabisch عبري, DMG ʿIbrī) ist ein Regierungsbezirk sowie dessen größte Stadt im Gouvernement az-Zahira in Oman. Sie ist auch dessen Hauptstadt. 2003 lebten in Ibri 97.429 Bewohner. Ibri befindet sich im westlichen Teil des Hadschar-Gebirges, etwa 200 Kilometer von der Grenzstadt al-Ain (Vereinigte Arabische Emirate) im Westen und 217 km von der Hauptstadt Maskat im Osten entfernt. In der Stadt befindet sich das Ibri College of Technology und eine Fachhochschule. In der Nähe Ibris befinden sich archäologische Ausgrabungsstätten der antiken Stadt Bat.

## Klima
Die Temperaturen im Sommer schwanken zwischen 35 und 50 °C, im Winter von Dezember bis Februar ist es mit 15 bis 25 °C relativ kühl.